# Wilderness Act

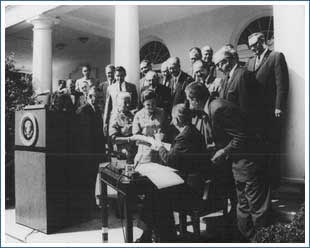
President Lyndon B. Johnson ondertekent de Wilderness Act in de Rose Garden van het Witte Huis.

De Wilderness Act van 1964 is een Amerikaanse federale wet geschreven door Howard Zahniser van The Wilderness Society. De wet voorzag voor het eerst een wettelijke definitie van het concept wildernis. Daarnaast wees de wet 36.000 km² land in het bezit van de overheid aan als beschermd wildernisgebied en werd er voorzien in de oprichting van het National Wilderness Preservation System (NWPS). De wet bepaalde dat vier overheidsagentschappen (de National Park Service, US Forest Service, US Fish and Wildlife Service en het Bureau of Land Management) in zouden staan voor de bescherming van de gebieden. Na meer dan zestig proefversies en acht jaar werk, kon president Lyndon B. Johnson de Wilderness Act uiteindelijk op 3 september 1964 ondertekenen.
Wildernis wordt in de Wilderness Act gevat en enigszins poëtisch gedefinieerd als een gebied waar de natuur onaangeroerd en onbeïnvloed is door de mens en waar de mens hooguit een bezoeker is die er niet blijft. Het gaat om grote stukken land in de handen van de overheid die beschermd en beheerd worden met het oog op het in stand houden van de oorspronkelijke en natuurlijke aard van het landschap en de levensvormen erin. Voor de wilderniservaring is het, volgens de Wilderness Act, belangrijk dat menselijke invloeden minimaal opvallen en dat wildernisgebieden de mens de kans bieden om alleen te zijn en aan een primitieve vorm van recreatie te doen. 

A wilderness, in contrast with those areas where man and his own works dominate the landscape, is hereby recognized as an area where the earth and community of life are untrammeled by man, where man himself is a visitor who does not remain.
— Wilderness Act, 1964